# Cours universitaires de Davos
Les Cours universitaires de Davos, appelés Davoser Hochschulkurse en allemand, sont un projet de création d'une université internationale à Davos (Suisse, canton des Grisons), concrétisé sous la forme de « cours de vacances » entre 1928 et 1931.

## Origines
Les cours universitaires de Davos doivent leur création à deux dynamiques complémentaires, une locale et une internationale.

### L'initiative locale

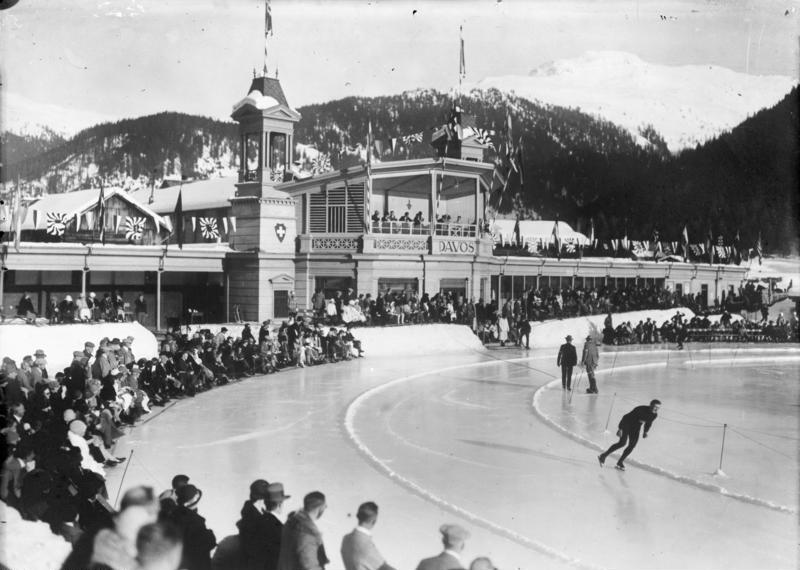
Davos en 1932. Avec les cours universitaires, les compétitions sportives témoignent de la volonté locale de se diversifier économiquement en se distançant de la réputation médicale de la station.

Constatant le nombre important d'étudiants parmi les tuberculeux présents à Davos, ville de montagne qui doit son cosmopolitisme à son statut de luxueux lieu de cure, un comité se met en place autour de médecins de la station pour formuler un projet d'édification d'une université à Davos entre 1926 et 1927.

### La dynamique internationale
Le projet davosien coïncide avec une dynamique de réchauffement des relations internationales, particulièrement entre la France et la République de Weimar (Allemagne), à la suite du Pacte de Locarno de 1925. Alors que les milieux intellectuels français participent pleinement aux projets de la Commission internationale de coopération intellectuelle (CICI, organe de la Société des Nations), les milieux allemands, qui sont exclus de l'organisme international à la suite du traité de Versailles, se fédèrent au sein de la "Deutsch-französische Gesellschaft" (DFG). Désireux de participer à des rencontres internationales, ce sont des intellectuels issus de cette dernière qui approcheront les initiants davosiens et redéfiniront avec eux le projet d'université sous la forme de congrès annuels.

## Organisation
Un comité, composé d'universitaires locaux et étrangers rassemblés sous la direction du Dr Paul Müller, Instigateur de la coupe Spengler en 1923, du sociologue Gottfried Salomon (1892-1964), président de la DFG francfortoise, et de Erhard Branger (1881-1958), maire de Davos, se donne pour mission d'inviter les élites intellectuelles européennes à des semaines de travail et d'échange. Ce comité est secondé dès 1929 par trois comités nationaux, allemands, français et suisses.

## Réalisations
Quatre années de suite, de 1928 à 1931, ce comité va convoquer un nombre important d'intellectuels, particulièrement allemands et français, à des cycles de conférences (dans les deux langues) se déroulant sur trois semaines, en fin d'hiver. Ces universitaires seront accompagnés d'étudiants prometteurs pour lesquels un programme de communautés de travail est prévu, en plus des conférences, pour faire connaissance avec les homologues d'autres nationalités.

### Quatre rencontres

#### 1928

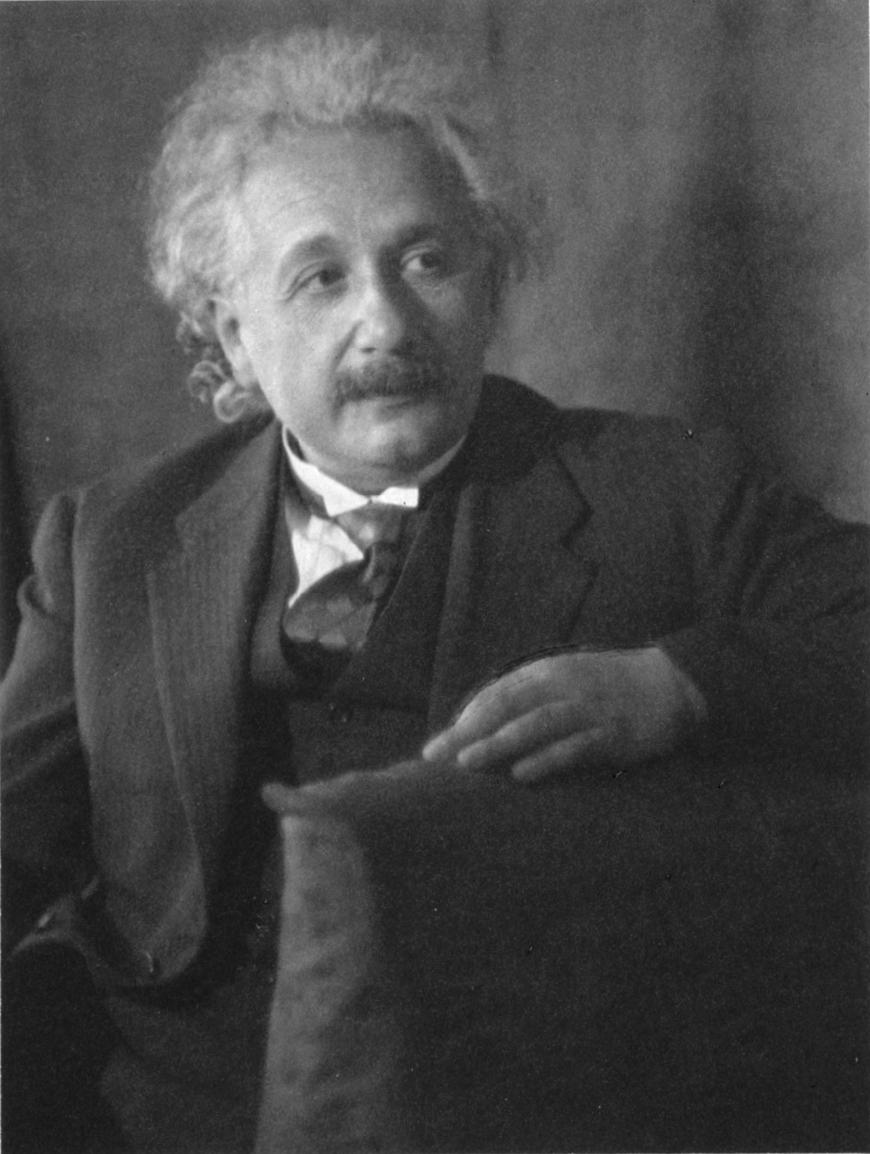
Albert Einstein (par Doris Ulmann, 1931), dont la présence assure la notoriété du premier cours universitaire de Davos.

Le premier Cours Universitaire de Davos est ouvert par Erhard Branger (maire de Davos), Lucien Lévy-Bruhl (philosophe et sociologue français), Hans Driesch (philosophe allemand) et Albert Einstein. 

##### Conférenciers
| - Fernand Baldensperger (France) - Charles Blondel (France) - Célestin Bouglé (France) - Yves de La Brière (France) - Christian Cornélissen (Pays-Bas) - Georges Davy (France) - Paul Desjardins (France) - Hans Driesch (Allemagne) - Albert Einstein (Allemagne/Suisse) - Adhemar Gelb (Allemagne) - Edmond Goblot (France) - Friedrich von Gottl-Ottlilienfeld (Allemagne) | - Eberhard Grisebach (Allemagne) - Paul Häberlin (Suisse) - Henri Hauser (France) - Friedrich Hertz (Autriche) - Paul Kluckhohn (Allemagne) - Lucien Lévy-Bruhl (France) - Hans Lewald (Allemagne) - Arthur Liebert (Allemagne) - Theodor Litt (Allemagne) - Marcel Mauss (France) - Fritz Medicus (Suisse) | - Albrecht Mendelssohn-Bartholdy (Allemagne) - Hans Naumann (Allemagne) - Franz Oppenheimer (Allemagne) - Jean Piaget (Suisse) - Roger Picard (France) - Henri Piéron (France) - Karl Pribram (Autriche) - Erich Przywara (Allemagne) - Gustav Radbruch (Allemagne) - Albert Thibaudet (France / Suisse) - Paul Tillich (Allemagne) |

#### 1929

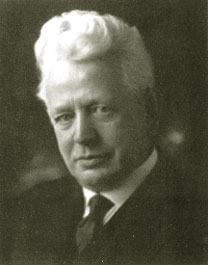
Le deuxième cours universitaire (1929) est principalement documenté dans la littérature philosophique en raison de la présence d'Ernst Cassirer (ci-dessus) et Martin Heidegger.

Le deuxième cours universitaire de Davos est ouvert par Giuseppe Motta (conseiller fédéral). Il sera marqué par la Dispute de Davos entre Martin Heidegger et Ernst Cassirer.

##### Conférenciers
| - Willy Andreas (Allemagne) - Léon Brunschvicg (France) - Armando Carlini (Italie) - Jean-Marie Carré (France) - Ernst Cassirer (Allemagne) | - Martin Heidegger (Allemagne) - Karl Joël - Albert Pauphilet (France) - Wilhelm Pinder (Allemagne) - Erich Przywara (Allemagne) | - Gonzague de Reynold (Suisse) - Kurt Riezler (Allemagne) - Ferdinand Sauerbruch (Allemagne) - Henri Tronchon (France) - Eduard Wechssler (Allemagne) |

##### Étudiants
| - Rudolf Carnap - Jean Cavaillès | - Norbert Elias - Emmanuel Lévinas | - Karl Mannheim - Léo Strauss |

#### 1930
Le troisième cours universitaire de Davos est ouvert par le conseiller fédéral Heinrich Häberlin et est marqué par l'introduction de quelques conférences en anglais.

##### Conférenciers
| - Jacques Ancel (France) - Maurice Ansiaux (Belgique) - Arthur Baumgarten (Allemagne) - Maurice Baumont (France) - Guido Bortolotto (Italie) - Laurent Dechesne (France) - Lucien Febvre (France) | - Maurice Halbwachs (France) - Hermann Kantorowicz (Allemagne) - Hendrik de Man (Belgique) - William Martin (Suisse) - Edgard Milhaud (Suisse) - Leo Polak (Allemagne) | - Karl Rothenbücher (Allemagne) - Georges Scelle (France) - Werner Sombart (Allemagne) - Alfred Weber (Allemagne) - Leopold von Wiese (Allemagne) - Alfred Zimmern (France) |

#### 1931

##### Conférenciers

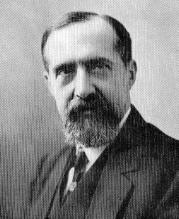
André Honnorat, dont la conférence lors du cours universitaire de 1931 sur la Cité internationale universitaire de Paris a beaucoup intéressé le comité davosien en raison de ses buts proches.

Le quatrième cours universitaire de Davos accueille Carl Heinrich Becker (ancien ministre de la culture de Prusse) pour la cérémonie d'ouverture.
| - Gertrud Bäumer (Allemagne) - Guido Bortolotto (Italie) - Pierre Bovet (Suisse) - Marcel Déat (France) - Wilhelm Flitner (Allemagne) - Hans Freyer (Allemagne) - Georges Gastinel (France) | - Siegfried Giedion (Suisse) - Jean Guéhenno (France) - Paul Häberlin (Suisse) - Otto Hoetzsch (Allemagne) - André Honnorat (France) - Maurice Lacroix (France) | - Paul Langevin (France) - Adolf Löwe (Allemagne) - Hippolyte Luc (France) - Ignace Meyerson (France) - Ernst Michel (Allemagne) |

### Arrêt des cours
Un cours est prévu en 1932 mais n'a pas lieu, probablement en raison de la crise économique. L'arrivée d'Adolf Hitler au pouvoir le 30 janvier 1933 entraîne l'exil de nombreux intellectuels allemands et met un terme aux relations scientifiques franco-allemandes, rendant dès lors impossibles de tels cours universitaires internationaux.